# Екотропізм
Екотропізм (від грец. eco — «дім» і τροπος — «поворот») — термін, що посилається на два поняття.
У філософії, екотропізм — течія, що закликає людей до повернення до природи, займаючи відповідну екологічну нішу, з метою отримання більш осмисленого та стабільного майбутнього.
У мікробіології та патології, екотропізм — тип тропізму, властивість патогену, такого як вірус або бактерія, мати вузький діапазон хазяїв, тобто такі організми можуть інфекувати лише невелику кількість видів або типів клітин. Протилежністю екотропізму є амфотропізм.
| Екологія | Це незавершена стаття з екології. Ви можете допомогти проєкту, виправивши або дописавши її. |